# 마리 벨
마리 벨(Marie Bell, 1900년 12월 23일 ~ 1985년 8월 15일)은 프랑스의 배우이다.
제2차 세계대전을 전후한 코메디 프랑세즈의 명 여자배우의 한 사람으로서, 폴 클로델의 <비단구두>에서 뛰어난 연기를 보였으며, 즈네의 <발콘>에서도 활약하였다.

## 출연 작품
- 희미한 곰별자리 (1965)
- 무도회의 수첩 (1937)
- 소년 (1936)
- 외인부대 (1934)